# Advanced Mobile Telephone System
Advanced Mobile Telephone System (AMTS) (en castellano; Sistema de Telefonía Móvil de Avanzada) fue un estándar de telefonía móvil radial perteneciente a la generación cero, usado principalmente en los sistemas portátiles japoneses de radio, es sucedor del HCMTS, y es operado en la banda de los 900 MHz-